# Crosby, Stills & Nash
Crosby, Stills & Nash er en amerikansk trio som slog igennem i slutningen af 1960'erne med albummet af samme navn, samt med deres optræden på Woodstockfestivalen. Bandet bestod af David Crosby (guitar og vokalist) som kom fra vestkystbandet The Byrds, Stephen Stills (guitar, bas og vokal) som havde spillet i Buffalo Springfield (sammen med Neil Young) og englænderen Graham Nash (piano, guitar og vokal) med en fortid i The Hollies. Trioen har også i perioder haft Neil Young med i besætningen og har da benyttet navnet Crosby, Stills, Nash & Young.
De tre musikere fandt en speciel harmonisk, flerstemmig sang. Samarbejdet opstod i Californien, hvor der i slutningen af 1960'erne var et rigt musikliv. Crosby, Stills & Nash valgte tidlig side i tidens konflikter og optøjer i USA med sange som «Southern Man» og «Ohio». Desuden ballader som «Teach your children», «Suite: Judy Blue Eyes» og «Guinnevere»''
De tre musikere har gået ud og ind af samarbejdet i alle årene, og det har resulteret i en mængde soloalbum, soloprojekter, duoer ved siden af kvartetten med Neil Young. Eksempelvis Crosby & Nash eller The Stills-Young band.

## Diskografi
- Crosby, Stills & Nash 1969
- So far (Samlealbum, 1974)
- CSN 1977
- Replay 1980
- Daylight again 1982
- Allies 1983
- Live it up 1990
- CSN (samleboks) 1991
- After the storm 1994
- Carry On 1998

### Crosby, Stills, Nash & Young
- Deja Vu 1970
- Four Way Street (dobbel live-LP) 1971
- American dream 1988
- Looking forward 1999